# En délit

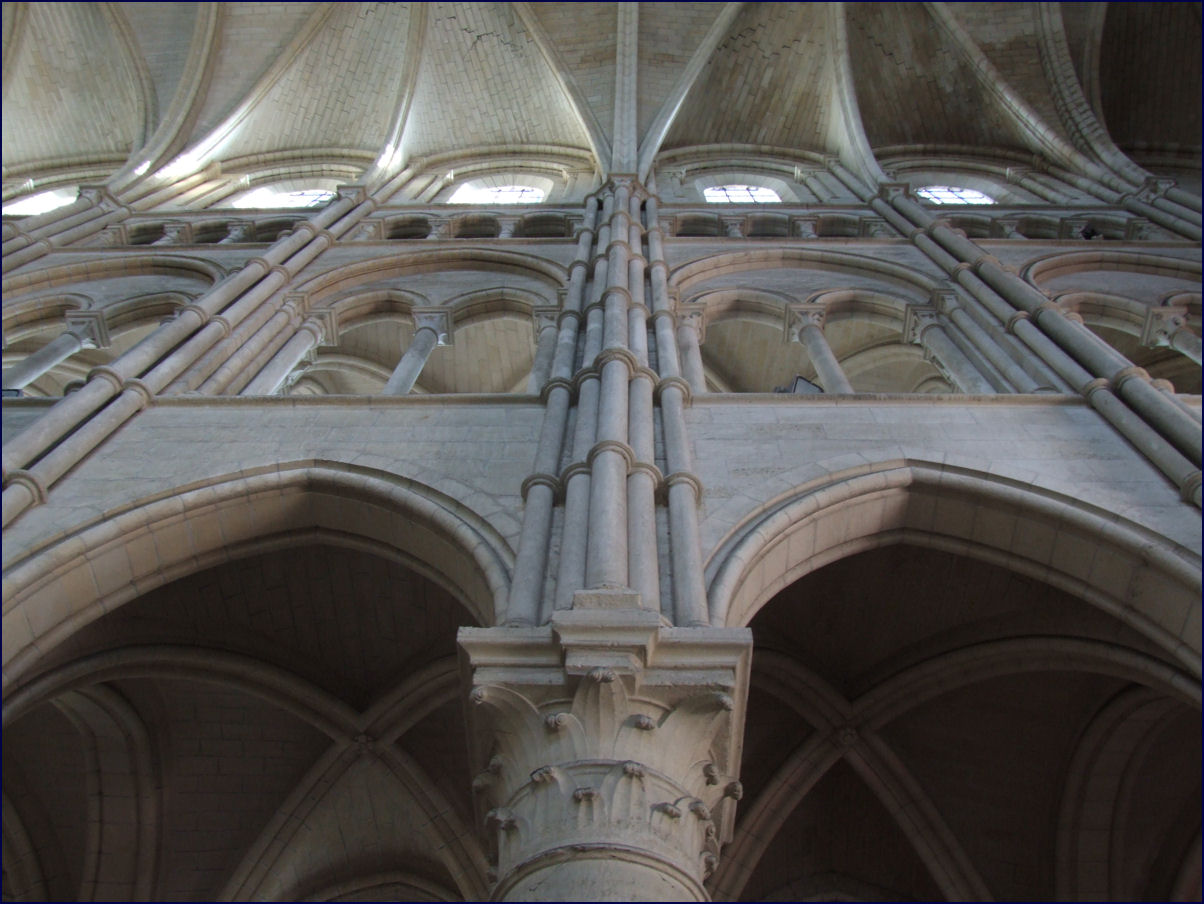
En-délit-Dienstbündel in der Kathedrale von Laon

Als en délit (von französ. lit – Bett, im Sinne von „gegen die Bettung“ (Schichtung) des Steins) bezeichnet man im Steinbau ein Element, das so verbaut ist, dass die geologischen Schichten des Steins senkrecht stehen, statt wie üblich waagerecht zu liegen. Der Begriff wird in der deutschen Sprache nur im Bezug auf gotische Architektur verwendet, ansonsten spricht man von Versatz gegen das Lager.
Üblicherweise wird Steinmaterial, das geologische Schichten aufweist, wie z. B. Sandstein oder Kalkstein, so versetzt, dass die Schichten waagerecht liegen. In dieser Weise verbaut, nimmt der Stein die Last am besten auf. Wenn die Schichten dagegen senkrecht stehen, ist die Gefahr von Rissen und Abplatzungen größer. In der früh- und hochgotischen Architektur hat man dennoch sehr schlanke Rundschäfte, sog. Dienste, als frei vor dem Mauerwerk aufsteigende Bauelemente „en délit“ versetzt. Da diese „En-délit-Dienste“ nur geringe Lasten aufnehmen und die tragende Rolle dem hinter ihnen liegenden Mauerwerk zukommt, sind sie vorwiegend als ästhetisches Element zur Betonung der Vertikalen zu verstehen.